# ЛАСК
ЛАСК (нем. Linzer Athletik-Sport-Klub, немецкое произношение: [lask lɪnts] (слушать)о файле) — австрийский профессиональный футбольный клуб из города Линц земли Верхняя Австрия. Выступает в Бундеслиге. Домашний стадион — «Райффайзен Арена».

## История
Спортивное общество ЛАСК было образовано в 1899 году. Непосредственно футбольный клуб был зарегистрирован в 1919 году.
В 1924 году ЛАСК добился первой победы в своей истории — команда стала чемпионом любительской лиги.
В 1939 году ЛАСК получил профессиональный статус.
В 1965 году «чёрно-белые» в единственный раз до настоящего времени стали чемпионами Австрии. В этом же году футболисты из Линца стали и обладателями кубка Австрии.
В 1970-х годах ЛАСК вылетал в первую лигу, то вновь возвращался в бундеслигу Австрии.
В 1995 году клуб был на грани банкротства, но команду спас от роспуска Михаэль Райхель, который стал спонсором команды, а впоследствии и президентом клуба. В этот сложный период ЛАСК выступал в низших дивизионах Австрии.
В 1997 году в состав ЛАСКа вошёл прекративший своё существование футбольный клуб «Линц».
В 2007 году, после семилетнего отсутствия, ЛАСК вернулся в Бундеслигу. В том сезоне команда заняла шестое место и сумела закрепиться в высшей лиге Австрии.
В 2019 году клуб впервые сыграл на групповой стадии Еврокубков.

## Достижения
- Чемпион Австрии: 1964/65
- Серебряный призёр чемпионата Австрии: 1961/62, 2018/19
- Обладатель Кубка Австрии: 1964/65
- Финалист Кубка Австрии (5): 1962/63, 1966/67, 1969/70, 1998/99, 2020/21
- Участник Суперкубка Австрии: 1999

## Стадион
С 2023 года домашние матчи проводит на новом стадионе «Райффайзен Арена» в Линце. Ранее играл на стадионе «Линцер» («Райффайзен Арена» была сооружена на его месте), а также «Райффайзен Арене» (известной также как TWG Arena) в соседнем городе Пашинг.
В еврокубковом сезоне 2019/20 на групповом этапе и в 1/8 финала Лиги Европы принимал соперников на стадионе «Линцер». Домашние матчи квалификации и группового турнира  Лиги конференций 2021/22 проводил на «Вёртерзе-Штадионе» в Клагенфурте, в 1/8 финала сыграл на стадионе NV Arena в Санкт-Пёльтене.

## Форма

### Домашняя
| 2018/19 | 2019/20 | 2020/21 | 2021/22 | 2022/23 | 2023/24 | 2024/25 | 2025/26 |

### Гостевая
| 2018/19 | 2019/20 | 2020/21 | 2021/22 | 2022/23 | 2023/24 | 2024/25 | 2025/26 |

### Резервная
| 2018/19 | 2019/20 | 2020/21 | 2021/22 | 2022/23 | 2023/24 | 2024/25 | 2025/26 |

#### Еврокубковые

##### Домашняя
| 2019/20 | 2020/21 | 2021/22 | 2023/24 |

##### Гостевая
| 2019/20 | 2020/21 | 2021/22 | 2023/24 |

##### Резервная
| 2019/20 | 2020/21 | 2021/22 | 2023/24 |

Источники:,